# Дуврський човен
Дуврський човен — зшитий човен бронзової доби, знайдений у 1992 році в Дуврі, Англія біля узбережжя Ла-Маншу. Датується 1575—1520 роками до нашої ери і є одним із найдавніших, практично непошкоджених «зшитих» (зібраних з окремих дошок, скріплених між собою рослинними мотузками) човнів у світі. За припущеннями використовувався для плавання у відкритому морі і перетину проливу Ла-Манш. Частина човна завдовжки 9,5 м демонструється в музеї Дувра.

## Опис

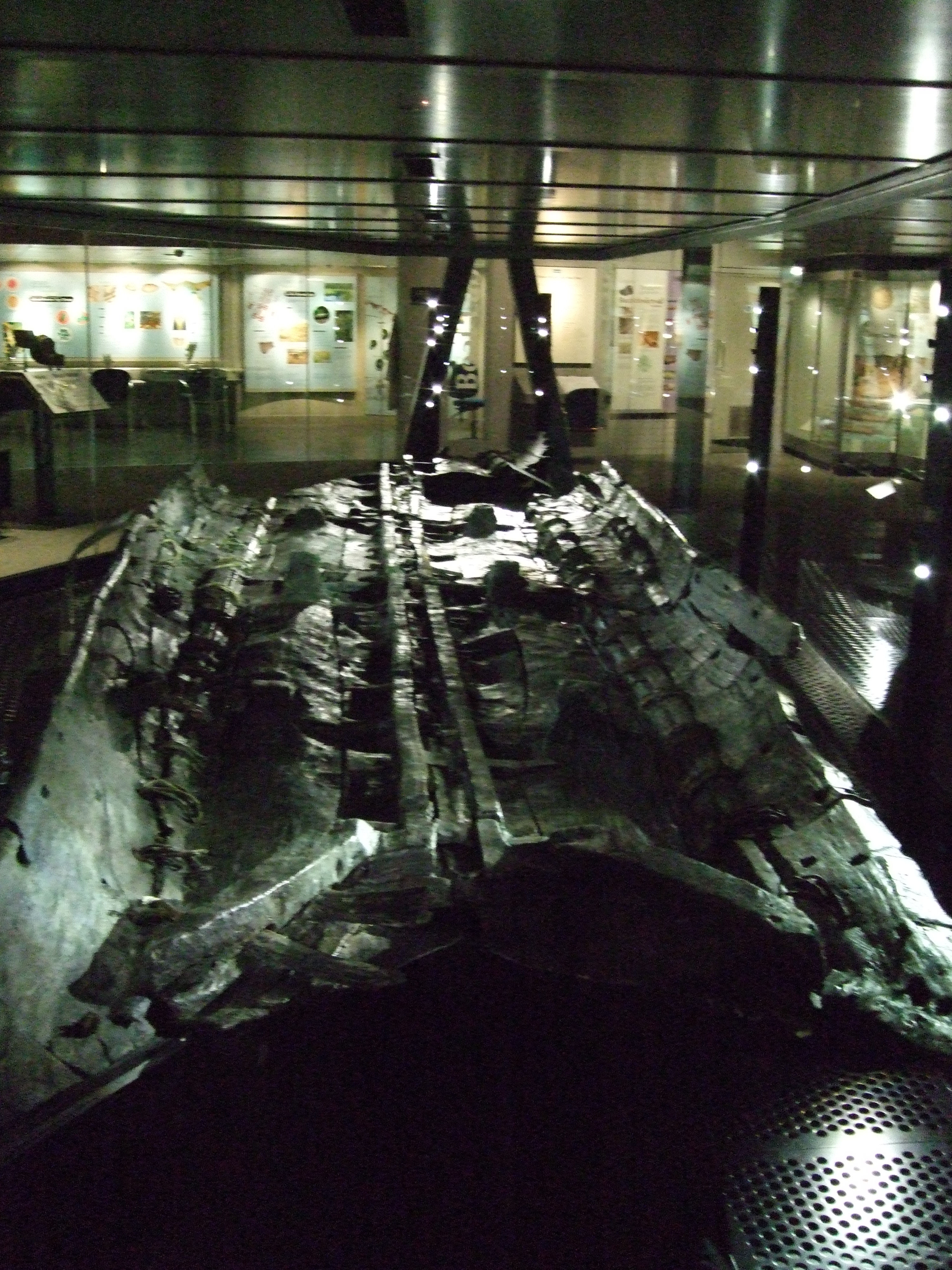
Дуврський човен бронзового віку в музеї Дувра

Дуврський човен датується 1575—1520 роками до нашої ери, що робить його одним з найстаріших відомих зшитих човнів у світі, оскільки старіші знахідки подібних човнів є лише невеликими фрагментами, розміри яких не перевищують декількох метрів. Хоча, треба відзначити, що відомі й набагато старіші човни такого типу, такі як човен Хеопса, який датується 2500 роком до нашої ери.
Дуврський човен був виготовлений із дубових дошок, зшитих між собою тисовими гужвами. Техніка зшитих човнів має давню традицію використання в британській передісторії — найстарішими відомими прикладами є Феррібські човни зі східного Йоркширу.
Вченим не вдалось встановити, для чого використовувся човен. Згідно з версією «Історії Стародавньої Британії» (A History of Ancient Britain), човен, що перебував у відносно хорошому стані було залишено у невеликому каналі біля річки Дувр, а тисові гужви, що скріпляли дошки були навмисно розрізані, щоб зробити його непридатним для подальшого використання. Завдяки швидкому зануренню у мул залишки човна чудово зберіглися. Викопана з під землі частина човна складає 9,5 метрів. Оскільки частина човна так і залишилася під землею, немає точного уявлення про його повну довжину. В музеї наводяться різні припущення — і ті, що човен міг бути лише трохи більшим, ніж його викопана з-під землі частина, так і ті, згідно яких він міг бути на багато метрів довше.
Ширина човна є досить значною і становить близько 2 метрів. Таким чином, Дуврський човен набагато ширший, ніж відомі тогочасні каное-довбанки, а також Феррібські човни, які також виготовлені по технології зшитих човнів. В Дуврському човні легко могли розміститись в один ряд двоє людей.
Човен було збудовано з дубових дошок, скріплених дерев'яними шипами і зшитих між собою тисовою гужвою. Це робить його схожим на Феррібські човни, які також відносяться до зшитих човнів. Дуврський човен, однак, дуже відрізняється від човнів-довбанок з археологічного сайту Must Farm, які не тільки виготовлені з єдиної колоди (стовбура), але й менші за розміром і значно легші, оскільки виготовлені з легкої липової деревини.

## Відкриття та розкопки
28 вересня 1992 року під час будівництва нової дороги A20 між Фолкстоном і Дувром будівельники з Норвест-Холста в співпраці з археологами з Кентерберійського археологічного фонду, виявили залишки великого доісторичного човна. Вік човна було оцінено в 3500 років. Це означає, що його було виготовлено приблизно в 1500 році до нашої ери, коли в Англії тривала середня бронзова доба.
Човен знаходився у землі в місці, що розташовувалось між дорогою і будівлями. Оскільки було вирішено, що проводити розкопки поблизу будівель було б надто небезпечно, тому човен розділили на частини і одну з них, невідому по довжині, було залишено у землі під будівлями.
Попередні спроби вилучити з землі такі човни цілком були невдалими, тому було прийнято рішення розділити човен на фрагменти, вилучити їх з землі окремо і потім знову зібрати разом. Після майже місяця робіт було розкопано частину човне довжиною 9,5 метрів. За різними оцінками, ці 9,5 метрів можуть становити до двох третин від повного розміру човна.

## Консервація та повторне складання
Перебуваючи в землі, човен був добре захищений від гниття мулом, який захищав його від бактерій. Після розкопок, човен перебував у напівзаболоченому стані в Mary Rose Trust у Портсмуті. Після тривалого процесу консервації, частини човна повернули до музею Дувра, де його знову зібрали в 1998 році.
Човен виставлений у скляній вітрині як центральний елемент цілого поверху в музеї, присвяченому археології. Поруч з оригіналом човна демонструється його сучасна реконструкція, щоб полегшити відвідувачам скласти уявлення про форму та конструкціб човна. У 2000 році Дуврський корабель і його реконструкція отримала нагороду за найкращу археологічну експозицію.

## Найстаріший морський човен?
Дувр знаходиться на узбережжі Ла-Маншу, тому відразу після виявлення Дуврського човна з'явилися припущення про те, що він використовувався для здійснення плавань з Британії на континент. Є багато доказів того, що в ті часи вже існував зв'язок між обома берегами Ла-Маншу, але вченим невідомо, які човни використовувались для плавання через канал. Місцевий археолог Кіт Міллер розповів BBC, що старіші за Дуврський човен Феррібські човни використовувалися для перетину Північного моря і Ferriby Heritage Trust вважає Феррібський човен-3 першим відомим морським кораблем в Європі. Проте, на думку фахівців Дуврського музею припущення про те. що Феррібські човни використовувались для морських перевезень є малоймовірним і найстарішим відомим морським судном є все-ж таки Дуврський човен.

## Реконструкції

### Перша реконструкція
Спочатку була виготовлена повнорозмірна триметрова частина човна, під час конструювання якої реконструктори експериментували з технікою будівництва. Ця реконструкція зарах демонструється в Дуврському музеї поруч з оригіналом Дуврського човна.

### Реконструкція Оле Крамлін-Педерсона
У 2012 році в Дуврі була здійснена реконструкція Дуврського човна в масштабі 1:2. Проте, через обмеженість у часі, він був зібраний із використанням сучасних силіконових ущільнювачів і зшит сучасними мотузками. Цікаво, що після спуску на воду, корпус човна негайно почав пропускати воду і не міг використовуватись за призначенням. Тим не менш, цю реконструкцію демонстрували в різних країнах на узбережжі Ла-Маншу. Човен, який спочатку називався «BC 1550», згодом отримав назву на честь одного з його будівельників Оле Крамліна-Педерсона. Пізніше цей човен був розібраний і знову зібраний з використанням матеріалів бронзового віку — моху, змішаного з тваринним жиром, в якості ущільнювача і тисовими гужвами в якості шовного матеріалу. Після цього човен був спущений на воду, вийшов із гавані Дувра і був знятий для спеціального випуску Time Team для UK Channel 4.

### Третя реконструкція
Майже повнорозмірна реконструкція зшитого дощаного човна була створена в Національному морському музеї Корнуолла в 2012-13 роках, спущена на воду в березні 2013 року і пропливла навколо гавані Фалмута.